# Первый лорд казначейства
Первый лорд казначейства (The first lord of the Treasury) — член правительства Великобритании, занимающий исторический пост Лорда-казначея Соединённого королевства, который так же выполняет функции премьер-министра Великобритании. Эта должность не вполне соответствует должности казначея в других правительствах, обычные функции казначея выполняет Канцлер казначейства.
С начала XVII века управление казначейством Англии обычно поручалось не одному человеку, а специальной комиссии. С 1714 года оно постоянно управлялось такой комиссией. Члены этой комиссии назывались Лордами-комиссионерами (Lords Commissioners) и имели номера по старшинству. С середины XVIII века 1-й лорд казначейства считался главой этого ведомства, главой всего кабинета министров, а начиная с Роберта Уолпола он неофициально считался премьер-министром.